# Карл Август фон Габленц
Барон Вільгельм Карл Август Генріх Адольф фон Ґабленц (нім. Wilhelm Carl August Heinrich Adolf Freiherr von Gablenz; 13 жовтня 1893, Ерфурт — 21 серпня 1942, Мюленберг) — німецький льотчик, один із піонерів авіації. Генерал-майор Люфтваффе. Кавалер Лицарського хреста Хреста Воєнних заслуг з мечами.

## Біографія
10 лютого 1913 року поступив фанен-юнкером в 1-й імператора Александра гвардійський гренадерський полк. Учасник Першої світової війни, в листопаді-грудні 1914 року пройшов підготовку в 1-му навчальному авіазагоні. Став льотчиком-спостерігачем, потім льотчиком різноманітних авіазагонів. В липні-грудні 1916 року — командир 5-ї ескадрильї 1-ї бойової ескадри. Відзначений численними нагородами.
В січня-червня 1919 року — командир авіації фрайкору «Люттвіц». 26 жовтня 1920 року звільнений з армії, став льотчиком цивільної авіації. В 1924 році потступив у фірму Юнкерса в якості технічного асистента. В січня 1926 року перейшов у «Люфтганзу», де познайомився з Ергардом Мільхом і здобув його довіру. Від 1 липня 1933 року — член виконавчого комітету «Люфтганзи».
12 червня 1935 року зарахований у Люфтваффе, до 1939 року служив льотчиком. Від 10 листопада 1939 року — начальник училища штурмової авіації. 5 травня 1940 року Мільх призначив Ґабленца керівником транспортної авіації Люфтваффе. Згодом, за декілька днів до самогубства Ернста Удета, призначений начальником планового управління люфт-фельдцойхмайстера. Після того, як люфтфельдцойхмайстером був призначений Мільх, Ґабленц фактично почав виконувати його обов'язки у повному обсязі. Загинув у авіакатастрофі разом з Карлом Крюммелем.

## Звання
- Фанен-юнкер (10 лютого 1913)
- Фенріх (18 жовтня 1913)
- Лейтенант (19 червня 1914)
- Оберлейтенант (26 жовтня 1920)
- Гауптман резерву (1 квітня 1936)
- Майор резерву (1 жовтня 1936)
- Оберстлейтенант резерву (1 лютого 1940)
- Оберст резерву (1 червня 1940)
- Генерал-майор (1 січня 1941)

## Нагороди
- Залізний хрест 2-го і 1-го класу
- Нагрудний знак пілота-спостерігача (Пруссія)
- Нагрудний знак військового пілота (Пруссія)
- Лицарський хрест королівського ордена дому Гогенцоллернів з мечами
- Хрест «За військові заслуги» (Австро-Угорщина) 3-го класу з мечами та військовою відзнакою
- Орден «За військові заслуги» (Болгарія) 5-го ступеня
- Військова медаль (Османська імперія)
- Нагрудний знак «За поранення» в чорному
- Почесний хрест ветерана війни з мечами
- Комбінований Знак Пілот-Спостерігач
- Іспанський хрест в бронзі
- Медаль «За вислугу років у Вермахті» 4-го класу (4 роки)
- Застібка до Залізного хреста 2-го і 1-го класу
- Хрест Воєнних заслуг 2-го і 1-го класу з мечами
- Лицарський хрест Хреста Воєнних заслуг з мечами (25 серпня 1942; посмертно)
- Комбінований Знак Пілот-Спостерігач в золоті з діамантами (посмертно)

## Вшанування пам'яті
- 29 липня 1965 року на честь Ґабленца назвали літак Ju 52 (бортовий номер 7220), представлений на Міжнародній транспортій виставці у Мюнхені. Літак був переданий іспанським урядом Транспортому музею Берліна за символічну платню.
- На честь Ґабленца названа вулиця в Кельні (нім. Von-Gablenz-Straße).